# Stazione di Bosa
La stazione di Bosa era una stazione ferroviaria presente nel comune di Bosa, originario scalo terminale della linea per Macomer.

## Storia

La stazione nel 1935, in occasione del viaggio inaugurale delle automotrici "Emmine" delle FCS

La stazione di Bosa fu costruita nell'ultima parte dell'Ottocento insieme alla ferrovia a scartamento ridotto che dall'impianto sarebbe giunta sino a Macomer: tali strutture furono realizzate ad opera della Strade Ferrate Secondarie della Sardegna e sia linea che stazione vennero inaugurate il 26 dicembre 1888.
Successivamente lo scalo passò dalla gestione delle SFSS a quella delle Ferrovie Complementari della Sardegna nel 1921, continuando la sua attività sino al 14 giugno 1981, data in cui la Macomer-Bosa fu chiusa per le cattive condizioni dell'armamento ferroviario, salvo poi riaprire l'anno successivo nella sola porzione tra Macomer e Tresnuraghes.
Da allora l'impianto fu dismesso e utilizzato esclusivamente per gli autoservizi delle varie concessionarie della rete a scartamento ridotto della Sardegna centrale (ultima delle quali l'ARST dal 2010); tutto ciò nonostante il progetto di riattivazione del tracciato soppresso portato avanti dalle Ferrovie della Sardegna e concretizzatosi nel 1995, col ripristino di gran parte del tronco chiuso nel 1981 (seppur a soli usi turistici) per cui non fu però possibile utilizzare il tratto finale di ferrovia, essendo posto su terreni soggetti a cedimento in particolare nel tratto che costeggia il corso del fiume Temo, fatto che impedì la riattivazione dell'impianto col conseguente arretramento del capolinea nella stazione di Bosa Marina.

## Strutture e impianti

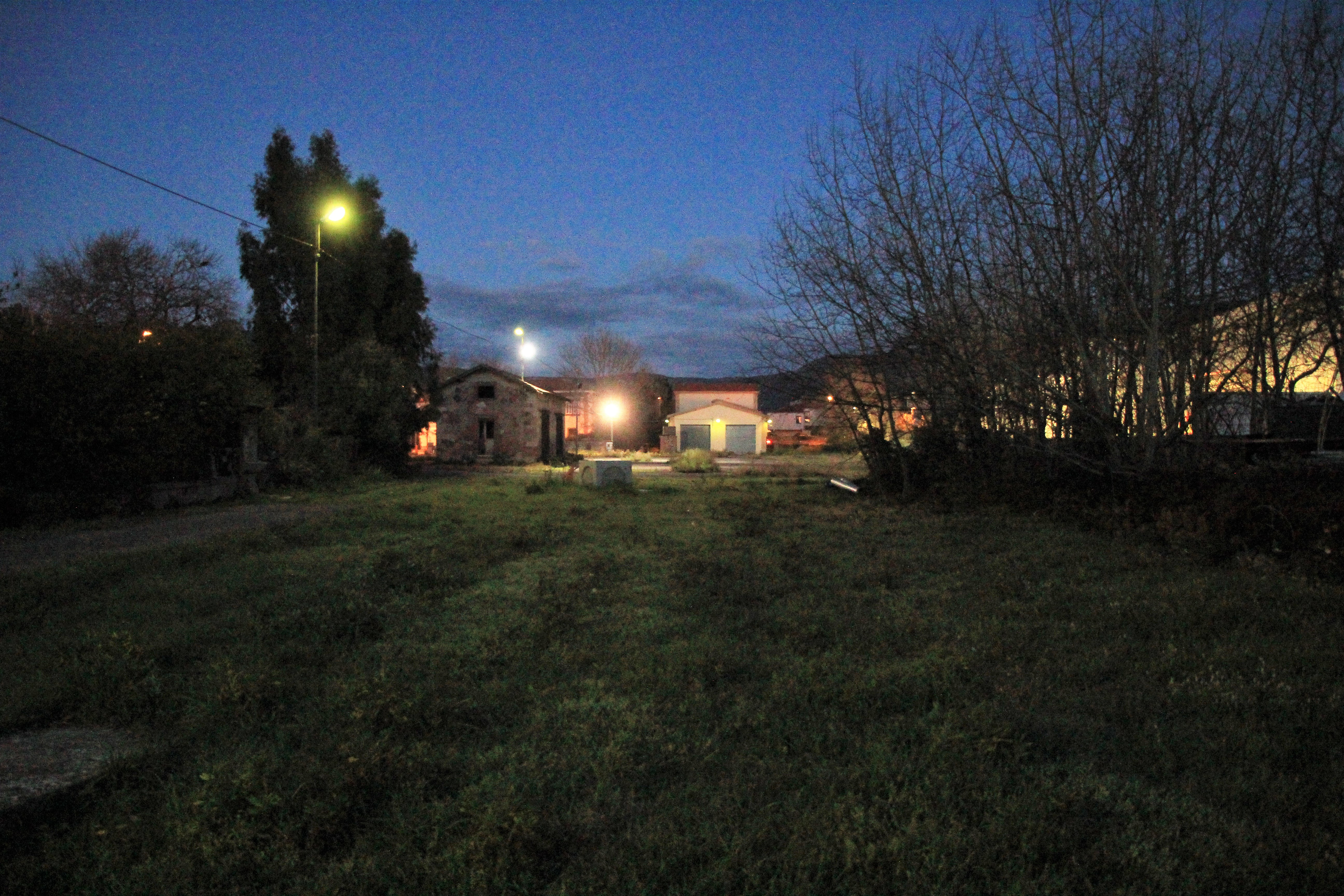
L'asse estremo di stazione e ferrovia, in cui sono ancora presenti l'ex magazzino merci (a sinistra) e le rimesse rotabili (al centro), riconvertite per i servizi di autolinee

La stazione di Bosa è stata chiusa nel 1981 e successivamente smantellata per quanto riguarda l'infrastruttura ferroviaria.
Sino a quell'anno fu invece attiva come stazione terminale della ferrovia Macomer-Bosa, dotata complessivamente di quattro binari a scartamento ridotto (950 mm), di cui il secondo di corsa utilizzato insieme al primo per la sosta dei treni passeggeri, essendo ognuno di essi fiancheggiato da una banchina(di cui una posta nell'interbinario), entrambe ancora presenti nell'ex piazzale ferroviario. Il binario due insieme al tre (che da esso si diramava) terminava all'interno delle rimesse rotabili della stazione, mentre il primo binario conduceva nell'area dello scalo merci, servito in particolare da un ulteriore binario che costeggiava un magazzino ed un piano caricatore. Nell'area era inoltre posto un rifornitore idrico, mentre sul tracciato del binario di corsa era posta anche la piattaforma girevole della stazione.

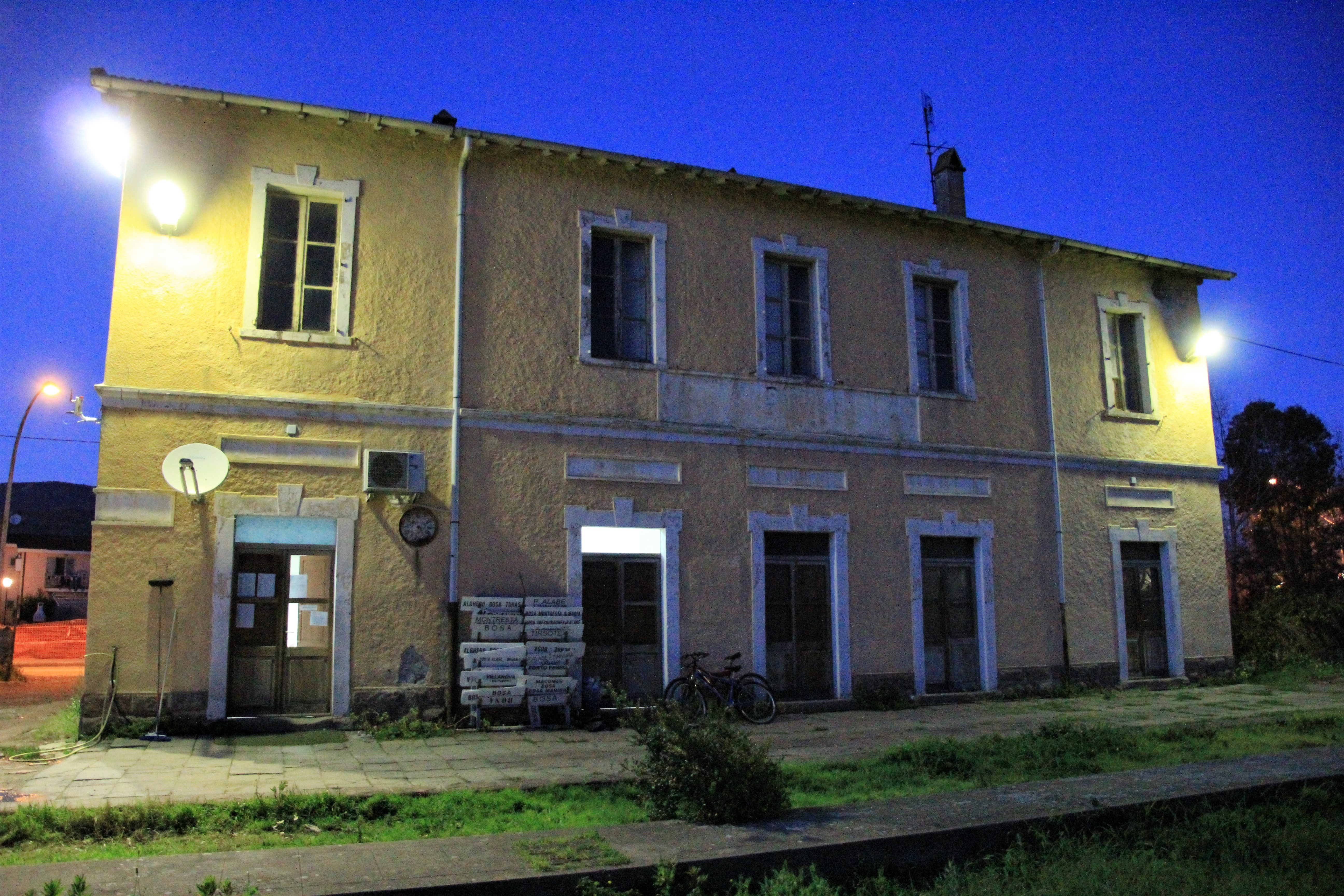
Il fabbricato viaggiatori dell'impianto

Riguardo agli edifici oltre al magazzino merci l'impianto era dotato di un fabbricato viaggiatori del tipo di prima classe delle SFSS, utilizzato in seguito per le attività dei servizi di trasporto pubblico su gomma; dal punto di vista architettonico si caratterizza per lo sviluppo su due piani sovrastati da un tetto a falde, con cinque luci sul lato binari. Presente inoltre un caratteristico fabbricato ospitante in passato le ritirate, ed un edificio posto sul retro delle rimesse, impiegato durante gli anni di attività ferroviaria per gli alloggi del personale.

## Movimento
Sino al 1981 la stazione fu servita dai treni delle SFSS ed in seguito delle FCS aventi come destinazione Macomer.

## Servizi

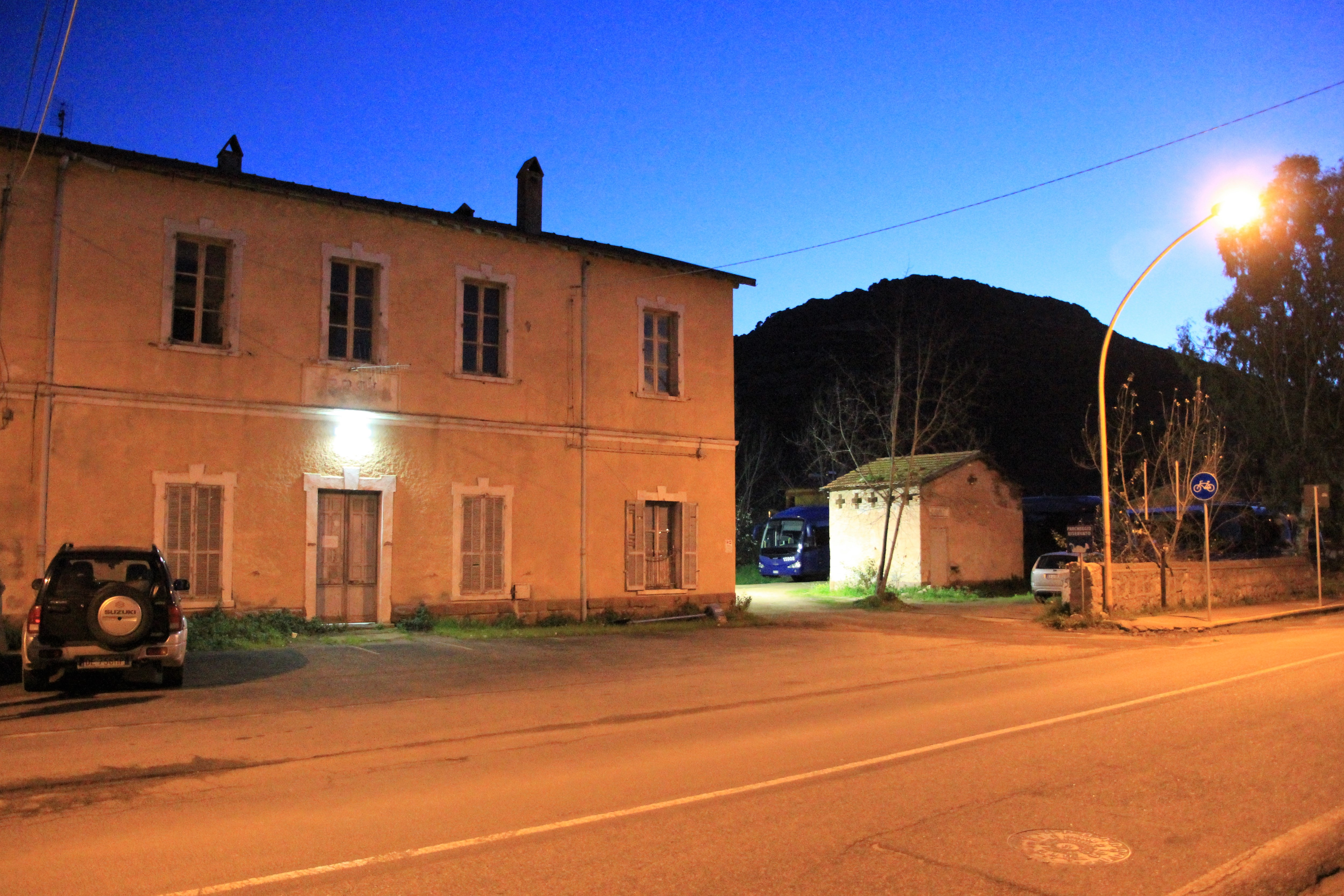
Il fabbricato viaggiatori (a sinistra) visto dal piazzale esterno, in cui è posta una fermata per gli autoservizi; alla destra il locale che ospitava le ritirate

Nella stazione durante il periodo di attività erano ospitati alcuni servizi all'utenza, tra cui una sala d'aspetto, una biglietteria a sportello ed i servizi igienici.
- Biglietteria a sportello
- Sala d'attesa
- Servizi igienici

## Interscambi
L'area della stazione ospitò una fermata delle autolinee FCS ancor prima della chiusura della struttura, che da allora è impiegata per le relazioni interurbane degli autoservizi espletati dal 2010 dall'ARST, di cui lo scalo è anche un capolinea nonché sede di deposito.
- Fermata autobus